# Pernille Blume
Pernille Blume (født 14. maj 1994 i Herlev) er en dansk tidligere elitesvømmer, der deltog i sommer-OL 2012 i 50, 100 og 200 meter fri, 4×100 meter fri og 4×100 meter medley. Hun deltog også i sommer-OL i Rio de Janeiro 2016, hvor hun vandt guld i 50 meter fri og bronze i 4×100 meter medley.  Hun vandt senest bronze i 50 meter fri ved sommer-OL i Tokyo 2021. Hun svømmede for klubben Sigma Nordsjælland.
Hun blev i 2024 optaget i Dansk Idrætsforbunds Sportens Hall of Fame som det 41. medlem.

## Karriere
Pernille Blume begyndte at svømme som fireårig i den lokale klub Gladsaxe Svøm, inden hun skiftede til den større klub Sigma. Da hun fik sit gennembrud, begyndte hun at svømme i det Nationale Sportscenter i Bellahøj under skiftende internationale trænere. Klubmæssigt skiftede hun tilbage til Gladsaxe i 2015.
Hun deltog for første gang i et stort internationalt seniorstævne, da hun var med til VM i Dubai i december 2010, og hun var med på det hold, der ved VM i 2011 nåede finalen i 4×100 meter fri. Desuden har hun sølv og guld i henholdsvis 4x50 meter fri og 4x50 meter medley fra EM i kortbanesvømning i Stettin i december 2011. Kvalifikationen til OL 2012 blev sikret ved Danish Open i marts 2012.
Ved legene i 2012 lykkedes det ikke Blume at komme videre fra indledende heat i nogle af sine individuelle starter, idet hun blev henholdsvis nummer 24, 19 og 24 i 50, 100 og 200 m fri. Til gengæld nåede hun i begge holdkap-disciplinerne med i finalen i henholdsvis 4×100 meter fri og 4×100 meter medley, hvor det blev til en sjette og en syvendeplads med blandt andet en dansk rekord i medleyen.
I begyndelsen af sin internationale karriere stod Pernille Blume lidt i skyggen af de øvrige store danske stjerner som Jeanette Ottesen og Lotte Friis, især individuelt, og sine første internationale medaljer vandt hun i holddisciplinerne. Således havde hun vundet 12 mesterskabsmedaljer ved EM og VM forud for OL 2016, alle i holddiscipliner.
Dette forhold blev der lavet eftertrykkeligt om på, da hun ved 2016-legene højst overraskende vandt guld i 50 meter fri.. Løfterne om et godt slutresultat kom allerede i indledende heat, hvor Blume var hurtigst af alle og satte ny dansk rekord med tiden 24,23 sekunder.  Da hun efterfølgende med tiden 24,28 sekunder igen var hurtigst af alle i semifinalerne, var finalepladsen klar. I finalen holdt hun en prominent række af OL- og VM-vindere samt verdensrekordholdere bag sig og vandt guld i tiden  24,07, endnu en forbedring af den danske rekord. Tiden var samtidig niendebedste nogensinde i verden og indbragte den første OL-guldmedalje i svømning siden 1948 til Danmark.
Mindre end en time efter guldløbet var Blume med til at vinde bronze i holdmedleyen i tiden 3:55,01, hvilket samtidig var europarekord.
I 2017 vandt hun VM-bronze i 100 m fri efter amerikanske Simone Manuel og svenske Sarah Sjöström Ved EM på kortbane samme år vandt hun sølv i 4x50 medley samt tre bronzemedaljer i fri. Hun vandt to sølv og  en bronze ved EM på langbane i 2018, to af dem i holdsvømning. I 2019 hentede hun tre bronzemedaljer ved EM på kortbane. I 2021 hentede hun endnu engang sølv ved EM på langbane, hvilket skete i favoritdisciplinen 50 m fri.
Ved OL 2020 (afholdt 2021) i Tokyo stillede Blume op i tre discipliner. I 4x100 m fri  var hun med til at kvalificere Danmark til finalen, hvor de dog måtte tage til takke med ottendepladsen. I 100 meter fri nåede hun semifinalen og endte på en samlet tolvteplads. Største forventninger var der til hende i 50 meter fri, hvor hun jo var forsvarende olympisk mester. Nu nåede også finalen uden større problemer, men her var australske Emma McKeon hurtigst, da hun i satte ny olympisk rekord i tiden 23,86 sekunder, mens Sarah Sjöström blev nummer to i 24,07, og Blume sikrede sig bronze med 24,21 sekunder.
Blume meddelte i slutningen af oktober 2022, at hun stoppede karrieren som konkurrencesvømmer.

## Privatliv
Pernille Blume voksede op i Herlev i Storkøbenhavn. Hun gik på Bagsværd Kostskole indtil femte klasse, hvor hun skiftede skole på grund af mobning.
Senere i livet blev den danske svømmer mødt af endnu større udfordringer, da hun fandt ud af at hun havde haft en lille blodprop. I den forbindelse fik hun tjekket sit hjerte, hvor lægerne opdagede at hun havde et lille hul i hjertet. Det fik hun lukket i en succesrig hjerteoperation på Rigshospitalet i København.
Pernille Blume har været kæreste med den danske kajakroer René Holten Poulsen. Parret slog op i september 2017. 
I 2020 blev hun kæreste med den franske svømmer Florent Manaudou. I september 2021 blev de forlovet.